# Beats of Love
Beats of Love is een Engelstalige single van de Belgische band Nacht Und Nebel uit 1983.
Het nummer verscheen op het gelijknamige album uit 1983.
De remix van John Tilly werd in 1984 een grote hit. In België en Frankrijk werden er 150.000 exemplaren van verkocht. De single had - afhankelijk waar je hem kocht - het liedje Everything Is White of Walk On als B-kant.
In 1994 werd het nummer gecoverd door de Clement Peerens Explosition. Het verscheen op de ep Foorwijf!, alsook op het album Vindegij Mijn Gat (Ni te Dik in deze Rok).
In 2002 bracht Get Ready! een nieuwe versie van Beats of Love uit in samenwerking met de Franse zangeres Amanda Lear. Het nummer was de tweede single van het album Incognito (2002)., de single bevatte daarnaast het Get Ready!-nummer City. Tevens verscheen het nummer op het album Tendance van Amanda Lear uit 2003.

## Meewerkende artiesten
Versie Nacht und Nebel
- Producer
  - Roger Samyn
  - Tieter Hessel
- Muzikanten
  - Patrick Nebel (zang)
  - Phil IJzerdraad (basgitaar)
  - Albano Bentano (synthesizer)
  - Koen Claeys (gitaar)
  - Chris Whitley (gitaar)

Versie Clement Peerens Explosition
- Muzikanten
  - Clement Peerens (zang, elektrische gitaar)
  - Daisy Aertsbeliën[10] (zang)
  - Sylvain Aertbeliën (basgitaar)
  - Vettige Swa (drums)

Versie Get Ready! ft. Amanda Lear
- Producer
  - Stefaan Fernande
- Muzikanten
  - Amanda Lear (zang)
  - Glenn Degendt (zang)
  - Jean-Marie Desreux (zang)
  - Jimmy Samijn (zang)
  - Koen Bruggemans (zang)